# Heydenia cristatipennis
Heydenia cristatipennis är en stekelart som först beskrevs av Girault 1924.  Heydenia cristatipennis ingår i släktet Heydenia och familjen puppglanssteklar. Inga underarter finns listade i Catalogue of Life.